# Etherloop
Etherloop является своего рода «новым поколением» DSL-технологии, которая сочетает в себе черты Ethernet и DSL. Эта технология позволяет совмещать передачу голоса и данных по стандартным телефонным линиям. При хороших условиях позволяет передавать данные со скоростью до 6 мегабит в секунду на расстоянии до ~6400 метров.
Etherloop использует полудуплексный режим передачи данных, а значит, менее восприимчив к влиянию качества линии связи и закороченных участков. Кроме того, модемы etherloop могут пробиваться через линейные фильтры (хоть это и не рекомендуется). Эта технология применяется множеством интернет-провайдеров в тех местах, где длина кабеля слишком велика или качество слишком низко. Некоторые модемы, произведённые фирмой Elastic Networks, могут быть подключены друг к другу через телефонную линию и использоваться как расширение LAN — таким образом можно расширить сеть Ethernet для покрытия здания, расположенного слишком далеко, чтобы его можно было достать обычным ethernet’ом.